# Fleischbank
Il Fleischbank  è una cima di 2 186 m slm nella catena montuosa del Wilder Kaiser in Tirolo, che si estende a est su una suggestiva parete rocciosa di calcare del Wetterstein. La montagna si trova nel comune di Kirchdorf in Tirolo.

## Geografia
Il Fleischbank è un'imponente cresta nord-sud lunga 900 metri, con pareti alte fino a 350 metri, che scende nella Steinerne Rinne. Questa separa la cima dal Predigtstuhl sul versante est. A ovest si trova il Totenkirchl, accessibile dal Fleischbank tramite la Winklerscharte, e dietro di essa un grande circo roccioso, l'Hohe Winkel. A sud, oltre la Fleischbankscharte, si trova la Christaturm, seguita dall'Hintere Karlspitze. A nord, la cresta settentrionale con il Pilastro del Fleischbank (Fleischbankpfeiler) scende ripidamente verso la valle del Kaiserbach,

## Alpinismo
Il Fleischbank, in particolare la sua parete est, è una delle montagne più famose per l'arrampicata nelle Alpi Calcaree Nordtirolesi. Ospita vie di arrampicata che hanno fatto la storia dell'alpinismo, come la parete est (grado VI-) del 1913 di Hans Dülfer, la parete sud-est (VI+) di Fritz Wiessner e Roland Rossi, e il Schmuck-Kamin. Il punto di partenza per numerose escursioni di arrampicata, da facili a difficili, è il Stripsenjochhaus del Club Alpino Austriaco (ÖAV). A nord del Fleischbank si trova il Pilastro del Fleischbank, alto 1 749 m, che vanta anche alcune vie di arrampicata molto difficili, come il Pumprissen (VII) e una delle vie alpinistiche più difficili, Des Kaisers neue Kleider (X+) di Stefan Glowacz del 1993.
La via normale (utilizzata principalmente per la discesa) corre sopra la Steinerne Rinne, appena sotto l'Ellmauer Tor (versante nord), diramandosi a ovest del percorso segnalato, inizialmente su un ghiaione su sentiero (avvicinamento) fino alla parete est dell'Hintere Karlspitze e da lì attraverso un canalone simile a una gola (Herrweg, segnavia e spit, grado II di difficoltà, con un tratto più lungo di grado III+ fino a balze erbose e terreno più facile da percorrere e oltrepassando una forcella sul lato sud della Christaturm, oltrepassandone la parte posteriore (ovest, Christascharte) e da lì su un buon sentiero fino al versante sud-occidentale della struttura sommitale del Fleischbank. Qui inizia la Schöllhornrinne (II), che viene utilizzata per raggiungere la croce di vetta. Il tempo necessario dall'Ellmauer Tor alla vetta è di circa un'ora e mezza.
In alternativa, l'ingresso del canalone dello Schöllhorn è raggiungibile anche dall'Hintere Karlspitze (grado II). Dalla croce di vetta dell'Hintere Karlspitze, si segue la cresta in direzione nord-ovest verso la Winklerscharte (cresta verso Totenkirchl) finché tracce evidenti sul versante nord conducono giù per un terrazzo ghiaioso e un canalone roccioso fino al sentiero di collegamento Fleischbank-Winklerscharte, che conduce all'ingresso del canalone dello Schöllhorn (inizialmente su rocce, il resto del percorso sotto la Christascharte su un buon sentiero). La camminata dalla croce di vetta dell'Hintere Karlspitze alla vetta dura circa un'ora e mezza.